# Abdij van Abondance

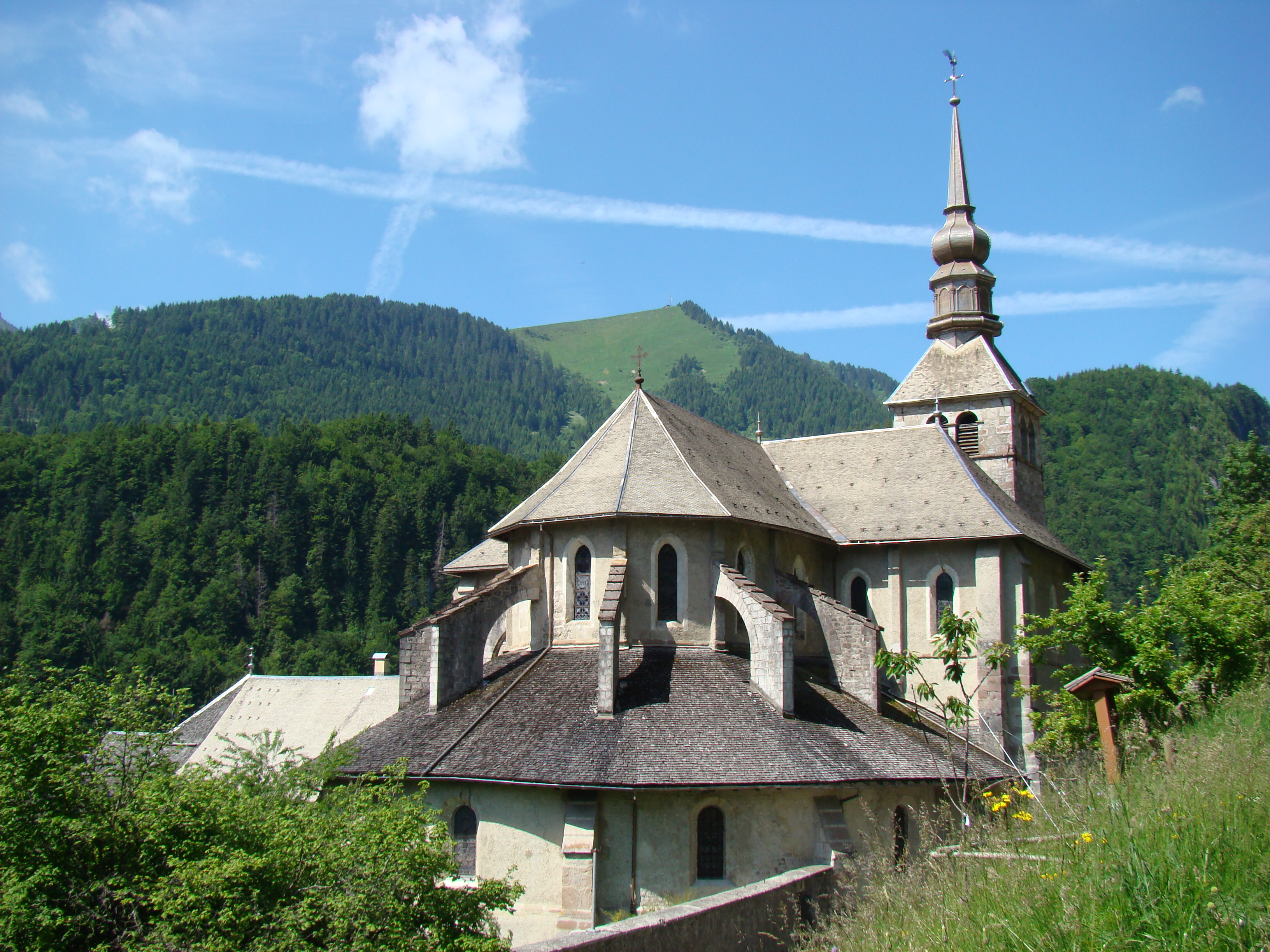
De abdijkerk met de 18e-eeuwse torenspits

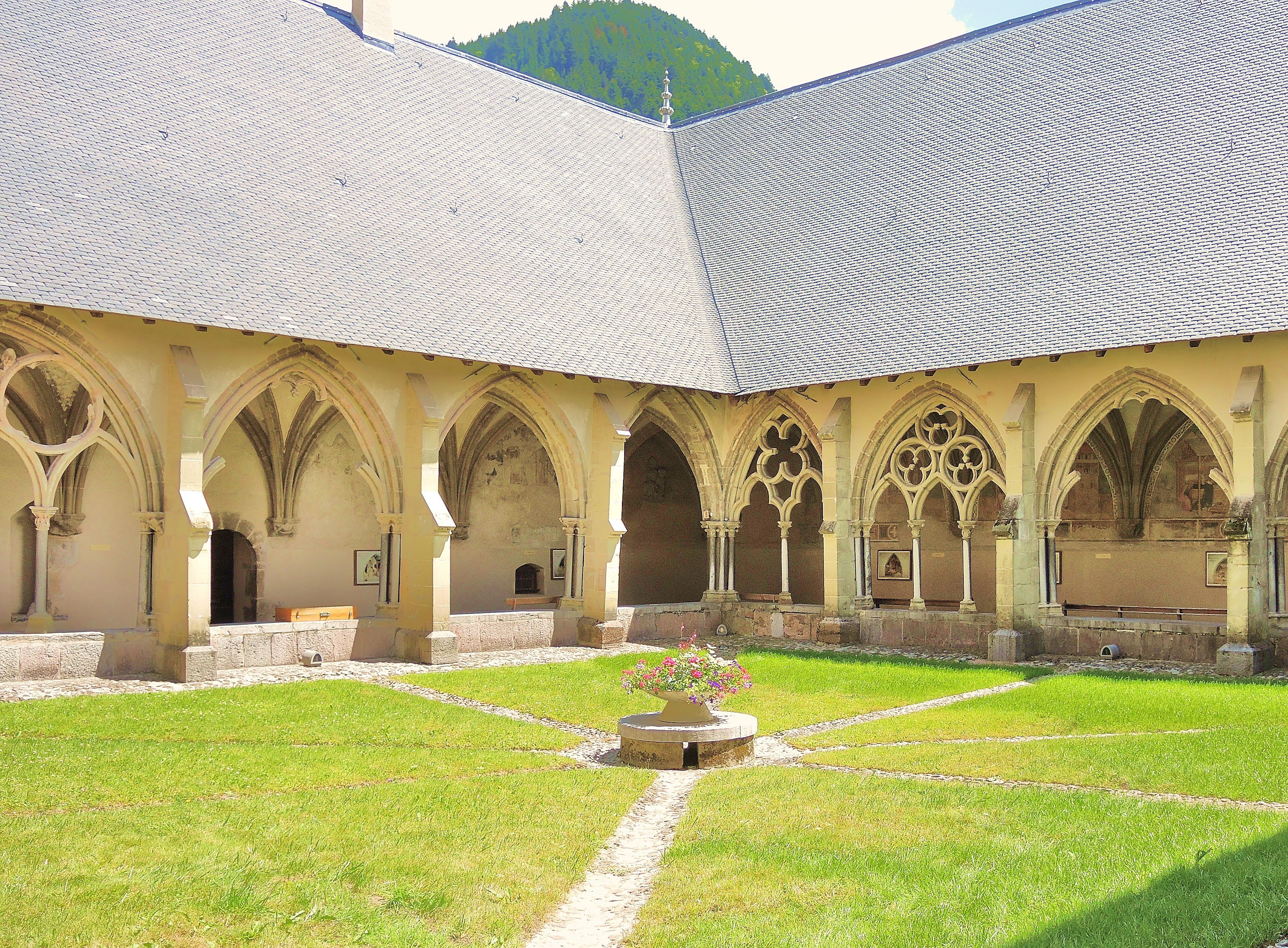
Gotische kloostergang (14e eeuw)

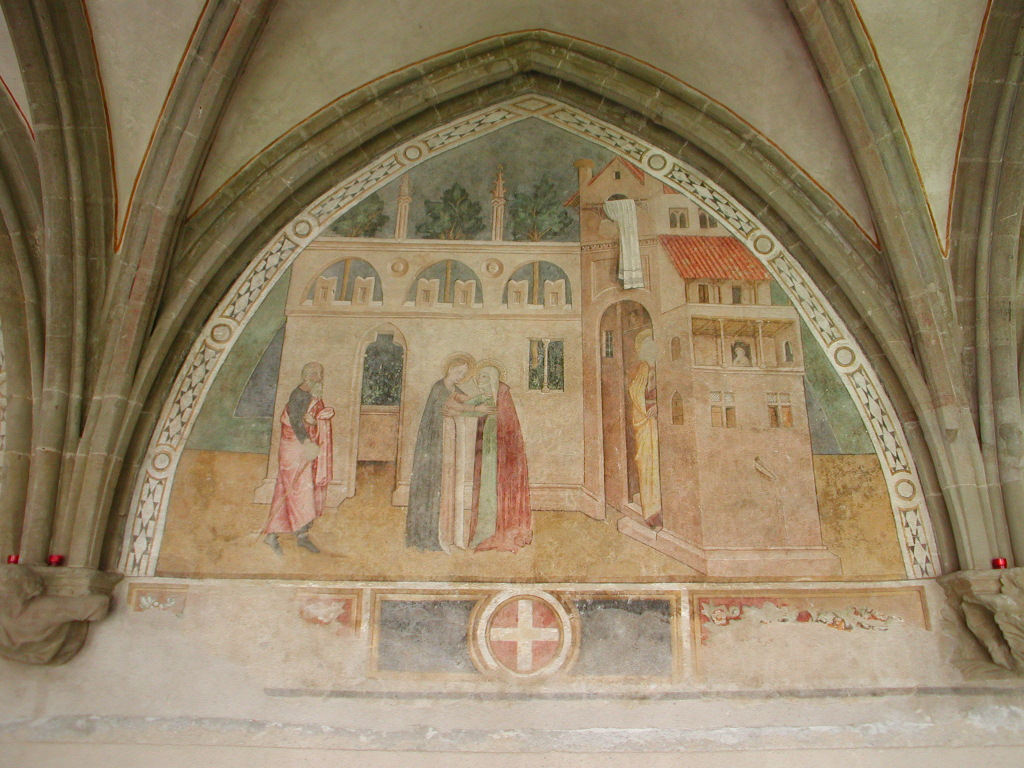
Muurschildering (15e eeuw)

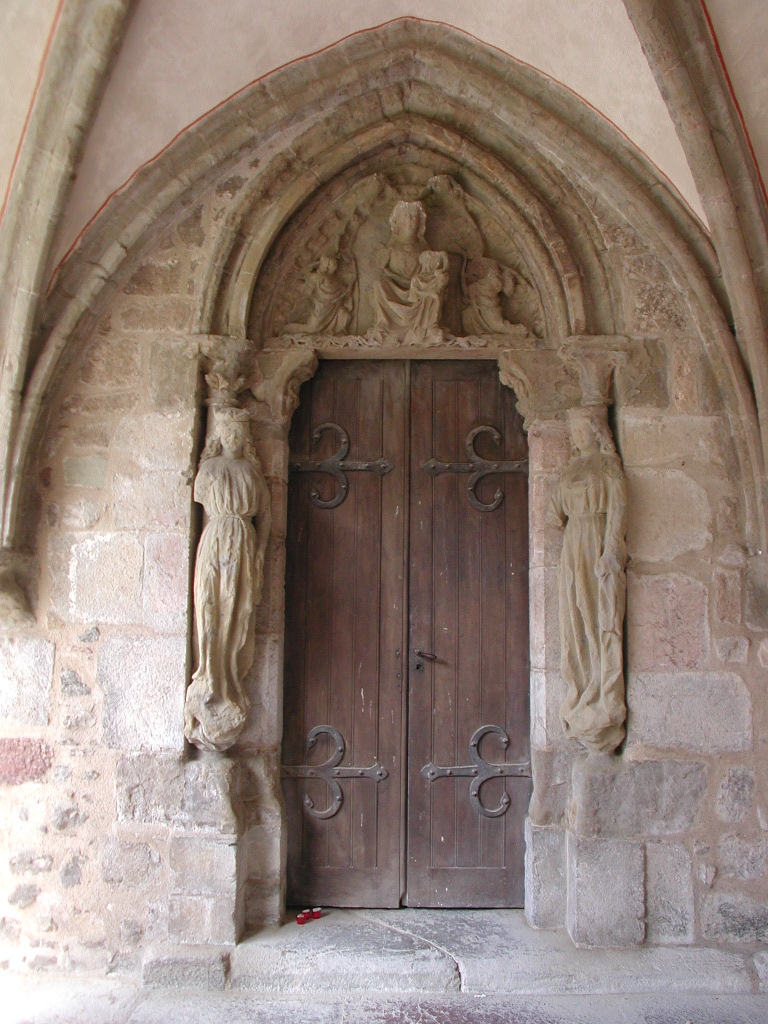
Mariaportaal (13e eeuw)

Notre-Dame d'Abondance is een voormalige abdij, gewijd aan Onze-Lieve-Vrouw, in de Franse gemeente Abondance in de Haute-Savoie. Ze gaf haar naam aan de gemeente en de vallei waarin ze ligt.

## Geschiedenis
De gemeenschap is kort voor 1108 gesticht als priorij vanuit de abdij van Sint-Mauritius. Circa 1138-1144 werd het een abdij van reguliere kanunniken van Sint-Augustinus. De kanunniken van Abondance stichtten vervolgens zelf diverse abdijen en priorijen in de regio, waaronder de abdijen van Sixt (1144), Entremont (ca. 1154), Les Grandvaux (1172) en Goailles (1202). Abondance had veel bezittingen in de vallei en beschikte over een aanzienlijke kudde vee. Een van de kanunniken fungeerde als priester voor de parochie die rond de abdij groeide. 
Vanaf 1433 verbleef de abt van Abondance niet meer ter plaatse door de invoering van een commendatair regime, wat een neergang inhield. Na lang aandringen door François de Sales ging paus Paulus V in 1606 akkoord om de gemeenschap te vervangen door feuillanten, een hervormde tak van de cisterciënzers. Het volgende jaar vertrokken zes kanunniken (allen op de priester na) naar andere oorden.
De verhoopte spirituele vernieuwing was een kort leven beschoren. Tegen het einde van de 17e eeuw raakten de monniken van Abondance betrokken in steeds meer conflicten met valleibewoners en met de bisschop van Genève. Er was sprake van vrouwen, nakomelingen en vechtpartijen. Door een grote brand gingen in 1728 delen van de abdij teloor. In 1761 werd de abdij definitief gesloten door paus Clemens XIII. Haar patrimonium werd voornamelijke toegewezen aan het Sainte Maison van Thonon. 
De abdijgebouwen werden in 1795 verkocht als nationaal goed en raakten in verval. Na de herontdekking van de muurschilderingen in 1862 werd de abdij in 1875 beschermd als monument historique. De gebouwen zijn eigendom geworden van de gemeente.

## Architectuur
Van de abdijkerk is na diverse transformaties vooral de gotische kooromgang met zeven straalkapellen van belang. De trompe-l'oeil-beschildering van het koor is 19e-eeuws. De klokkentoren dateert uit 1728.
Ten zuiden van de kerk bevinden zich de kloostergebouwen, met een kloostergang, kapittelzaal en sacristie. De keuken en het refectorium liggen op het gelijkvloers, de cellen op de eerste en tweede verdieping. Van de 14e-eeuwse kloostergang zijn vooral de zuidelijke en oostelijke galerijen bewaard, hoewel de spitsboogramen veel maaswerk hebben verloren.

## Muurschilderingen
In de kloostergang zijn zestien muurschilderingen bewaard uit een cyclus die oorspronkelijk vijfentwintig delen moet hebben bevat. Sommige zijn goed bewaard, andere fragmentair. De fresco's moeten rond 1430 gemaakt zijn door een kunstenaar uit de omgeving van Giacomo Jaquerio. Hij toont scènes uit het leven van Maria tegen een Savoyaardse achtergrond. Naast landschappelijke elementen zijn ook steden en monumenten met zorg en aandacht voor perspectief weergegeven. In dit decor zijn diverse figuren bezig met hun dagelijkse activiteiten: boeren, herders, een jager, een geestelijke, een schipper, wasseressen, een kaasverkoper, ... De oosters geklede figuur op de Bruiloft te Kana wordt soms geïdentificeerd als Amadeus VIII van Savoye. In elk geval komt de steun voor het Huis Savoye duidelijk tot uiting en is hun wapen aangebracht onder elk tafereel.

## Beeldhouwwerk
In de abdijgebouwen zijn decoratieve sculpturen uit molasse verwerkt. Het voornaamste ensemble – en tevens het enige overblijfsel van de 13e-eeuwse abdijkerk – is het Mariaportaal tussen de kerk en het klooster. Het timpaan toont een tronende Maagd met Kind, omgeven door engelen. De poort wordt geflankeerd door twee statues-colonnes, allegorieën van de Kerk en de Synagoge. In de kloostergang geven de sluitstenen de tekens van de dierenriem weer en zijn in de kraagstenen acrobaten, dansers en groteske figuurtjes verwerkt. De kapitelen zijn verfraaid met vegetale en geometrische motieven.

## Voetnoten
1. ↑  Jill R. Fehleison, "Cleaning Houses. Reform of the Clergy" in: Boundaries of Faith. Catholics and Protestants in the Diocese of Geneva, Penn State University Press, 2011, p. 178. DOI:10.1515/9780271090696-006
2. ↑  Claude Chatelain en Georges Baud, Habundantia. La vie au val d'Abondance à travers le temps, 1983, p. 106-107